# Caraipa richardiana
Caraipa richardiana là một loài thực vật có hoa trong họ Calophyllaceae. Loài này được Cambess. mô tả khoa học đầu tiên năm 1828.